# SN 2008ca
SN 2008ca – supernowa typu Ia odkryta 10 marca 2008 roku w galaktyce A122901+1222. W momencie odkrycia miała maksymalną jasność 20,70m.